# M96
M96 (NGC3368), други означения – Messier 96, Мессье 96, UGC 5882, MCG 2-28-6, ZWG 66.13, IRAS10441+1205, PGC 32192) е междинна спирална галактика, отдалечена на (31 до 41) млн. св.г., по посока на съзвездието Лъв.
Открита е от Пиер Мешен през 1781
М96 е най-ярката галактика от галактичния свръхкуп в Лъв, понякога наричан и „куп на М96“, който включва и обектите на Месие M95 и M105.
Най-ярка е централната част имаща видим ъглов диаметър около 6' (около 60 000 св. години). При по-голямо увеличение се наблюдава по-блед външен пръстен с диаметър около 9', съответстващо на 90 000 св. години.
Видимата звёздна величина +9,3 съответства на абсолютна звездна величина −20,7.
Съгласно атласа „J.D. Wray’s Color Atlas of Galaxies“ вътрешният диск на галактиката се състои от стари жълти звезди, заобиколен от пръстен звезни купове, състоящи се от горещи сини звезди. Галактиката съдържа значително количество прах концентриран в северозападната част на снимката.
Съгласно данни на Вокулер (на английски: G. de Vaucouleurs) галактиката е разположена под ъгъл от 35˚ спрямо зрителния ъгъл. Спиралните ръкави са затворени.
9 май 1998 г. в галактиката е открита свърхновата SN1998bu, която достигна максимално излъчване на 19 май 1998 г. с яркост +11,8.